# Antoni Comas i Pujol
Antoni Comas y Pujol (Mataró, Provincia de Barcelona, 3 de enero de 1931 -  Barcelona, 24 de marzo de 1981) fue un profesor universitario, historiador y crítico literario catalán, primer catedrático de Lengua y Literatura Catalana de la Universidad de Barcelona después de la Guerra Civil. Se casó con Dolors Lamarca con quien tuvo tres hijas. Formó parte del Institut d'Estudis Catalans y era miembro electo de la Real Academia de Buenas Letras.

## Infancia y juventud. Formación
La información más extensa sobre su etapa de formación durante la infancia y juventud la proporcionó el propio Antoni Comas en los dos prólogos autobiográficos a sendas monografías históricas sobre la sociedad mataronense. Nacido en una familia trabajadora y de profundas convicciones cristianas, fue alumno de la Escuela Pía de su ciudad en la que encontró el estímulo para aprender y conocer. También le ofreció, pese a la dictadura franquista, una mirada respetuosa hacia la cultura y la lengua catalanas. En el ámbito de la educación no formal y también del ocio cabe destacar su activa participación en el Foment Mataroní y los Lluïsos. Dos entidades vinculadas a la parroquia de Santa María de Mataró donde se reunían jóvenes con inquietudes culturales y cívicas. También en su formación jugó un rol destacado la Biblioteca Popular, situada justamente en la misma plaza que su colegio, que dirigía Claudi Mayol y la bibliotecaria Pilar Cuadrada. Allí, nos dice Antoni Comas, "leí muchas y muchas obras de literatura catalana y extranjera, no sólo con deleite, sino con avidez".

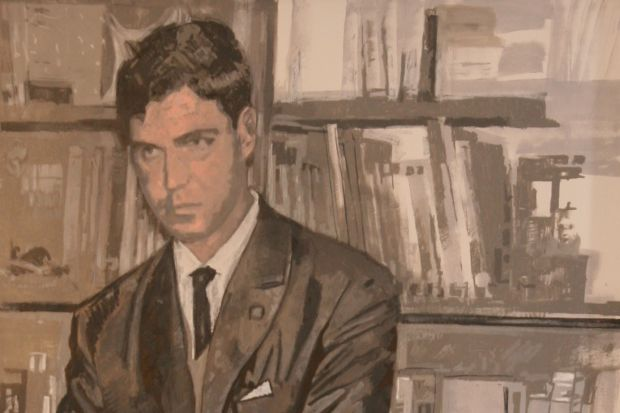
Retrato de la Galería de Mataronenses Ilustres pintado por Eduard Novellas

En 1948 ingresaba como alumno en la Universidad de Barcelona para cursar los estudios de Filosofía y Letras. Entre sus profesores destacan Antoni M. Badia Margarit, Joan Petit y, especialmente, Martí de Riquer . También fue alumno de los clandestinos Estudis Universitaris Catalans dirigidos por Jordi Rubió y Ramon Aramon . Durante los primeros años de universidad fue uno de los jóvenes impulsores de la revista universitaria Curial –ciclostilada y también clandestina–, de la que aparecieron seis números entre 1949 y 1950, cuando fue prohibida y los impresores multados. Se licenció, en 1953, en Filología Románica con premio extraordinario.

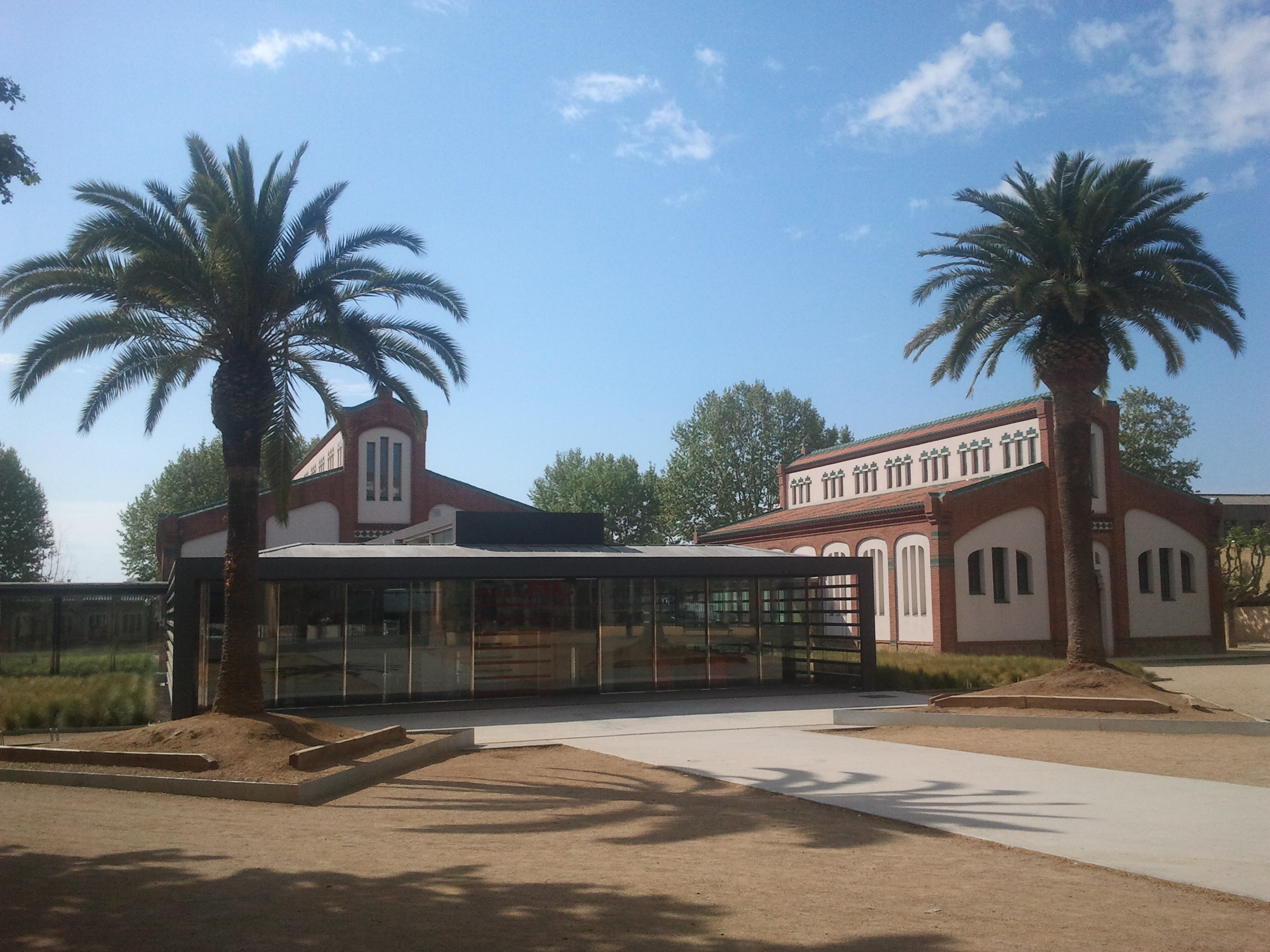
Biblioteca Pública Antoni Comas, en el Patio del Matadero de Mataró

El mes de febrero del año 2013 se inauguró la segunda biblioteca municipal de Mataró que lleva su nombre: Biblioteca Antoni Comas.

## Investigador y profesor universitario

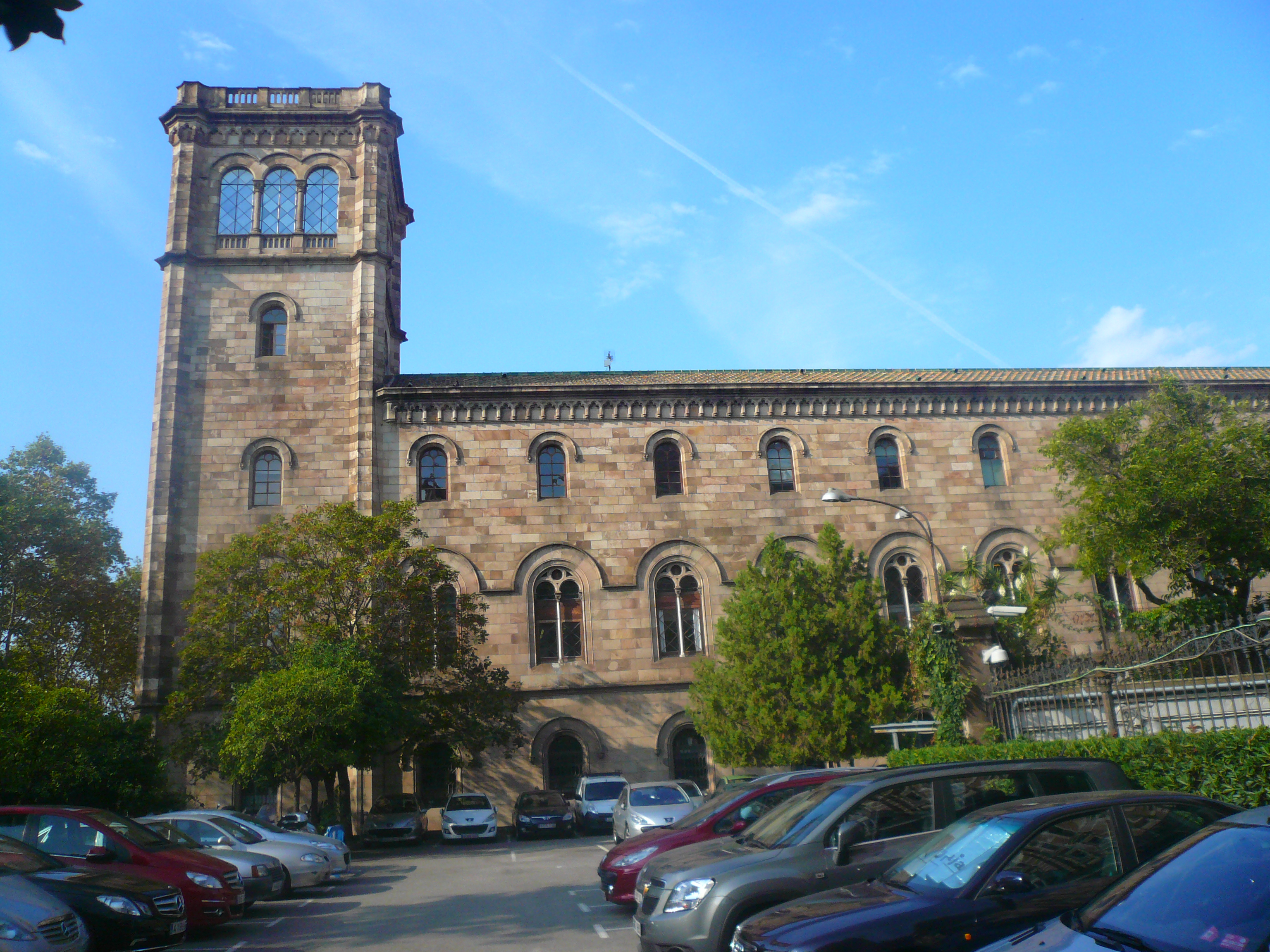
Universidad de Barcelona donde estudió y fue profesor Antoni Comas

El curso siguiente de su licenciatura, Antoni Comas empezó a dar clases en su facultad preparando el doctorado. En 1953 se doctoró con una tesis sobre la obra del trovador Ramon Vidal de Besalú . El curso 1960-1961, siendo profesor interino de la sección de Filología Románica, inició la enseñanza regular de la lengua catalana en la Universidad de Barcelona en plena dictadura. Después de años de docencia universitaria, en 1965, Antoni Comas ganó las oposiciones a la restablecida cátedra de Lengua y Literatura Catalanas de después muchos años de su supresión por el franquismo al terminar la Guerra Civil.
Como catedrático y posteriormente como director del Departamento de Filología Catalana, Comas i Pujol trabajó para dar continuidad a la cultura y la lengua catalanas por encima de las políticas de la dictadura enlazando los esfuerzos e iniciativas coetáneas con las realizadas por generaciones anteriores . En línea con lo que defendían Carles Riba o Salvador Espriu . También desde la única universidad de Cataluña y Baleares en aquella época, entendió la docencia y la investigación del catalán y su literatura como una herramienta útil para devolver e impulsar la lengua propia a la sociedad catalana. De la calidad académica y humana de su labor docente y de su positivo influjo sobre sus discípulos existen numerosos testigos. Tales como el de Jordi Llovet que en su libro Los maestros. Un homenaje muestra cómo Antoni Comas junto a Batllori, Blecua Teixeiro, Valverde y Riquer fueron decisivos para conformarlo como persona y como intelectual.
Su labor investigadora sobre la literatura catalana fue muy amplia abarcando desde la época medieval hasta autores contemporáneos. Entre estos trabajos cabe destacar su investigación entre el final de la Guerra de Sucesión, en 1714, hasta la Guerra del Francés . La cual dará la vuelta a la visión de época de decadencia de la literatura catalana que había enviado determinada historiografía. Mostrando la continuidad en el uso y el cultivo de la lengua catalana y relativizando la ruptura que había supuesto la llamada Decadencia de los siglos XVI y XVII. Enlazando el siglo XVIII con el período regenerador de la Renaixença . Remarcando el rol de determinadas instituciones en la restauración de la cultura y de la lengua a finales del XVIII. También la continuidad que se muestra a través de la literatura popular en las distintas tierras de habla catalana. Este estudio fue galardonado con el premio Nicolau y de Olwer del Institut d'Estudis Catalans y fue integrado en el cuarto volumen de la Historia de la literatura catalana que había iniciado Martí de Riquer con los tres volúmenes dedicado a la etapa medieval y publicados desde 1964. Antoni Comas le dio continuidad con un cuarto volumen en 1972 sobre la época moderna y, finalmente, Joaquim Molas la concluyó entre 1986-1988 hasta la contemporaneidad.
Se interesó por figuras destacadas de la literatura castellana como Teresa de Jesús, Juan Boscán o Góngora llevando a cabo ediciones críticas. A través de sus publicaciones también tuvo especial cuidado en la difusión y divulgación de la literatura catalana en los ámbitos escolar y social.

## Obras
Ofrecen gran interés sus trabajos:
- Las excelencias de la lengua catalana, (1967).
- Ensayos sobre literatura catalana, (1968).

Dentro las actividades de su Departamento universitario, se ocupó al publicar una nueva Miscelánea dedicada en el poeta Carles Orilla (1973). Se lo ha descrito como un intelectual atento, un investigador minucioso y un ciudadano impulsor de la recuperación cultural de Cataluña. También se le deben las obras siguientes:
- Historia de Literatura Catalana . Barcelona: Ariel, 1980-1981. Segunda edición corregida. En colaboración con Martí de Riquer.
- Estudios de literatura catalana (siglos XVI-XVIII) . Barcelona: Universidad de Barcelona/Curial Edicions Catalans, 1985, p. 40-62.
- La Decadencia . Barcelona: Dopesa, 1978.
- "La cultura catalana en la época del Barroco" en Ramón Menéndez Pidal, Historia de la Cultura Española: El Siglo del Qujote (1580-1680 ). Vuelo. II, Madrid: Espada Calpe, 1996, p. 513-574.
- Estudios de literatura catalana (s. XVI-XVIII) . Barcelona: Universidad de Barcelona-Curial, 1985.
- . "La literatura catalana del Barroco" en El Barroco catalán. Actas de las Jornadas celebradas en Girona los días 17, 18 y 19 de diciembre de 1987 . Barcelona: Quaderns Crema, 1989, p. 507-511
- "Prólogo" en Salas i Oliveras, Ramon (1977). Presència mataronina al Río de la Plata a les darreries del segle XVIII i primera meitat del XIX. Mataró: Caixa d'Estalvis Laietana. Salas i Oliveras, Ramon (1977). Presència mataronina al Río de la Plata a les darreries del segle XVIII i primera meitat del XIX. Mataró: Caixa d'Estalvis Laietana.
- "Prólogo" a Martí i Coll, Antoni (1979). Història d’una família (segona part). Mataró: Caixa d'Estalvis Laietana. Martí i Coll, Antoni (1979). Història d’una família (segona part). Mataró: Caixa d'Estalvis Laietana.
- "Un escritor místico catalán del siglo XVII: fray Antonio de San Matías" en Boletín de la Real Academia de Buenas Letras de Barcelona, nº 38, 1982 p. 5-58.
- Estudio preliminar, notas y bibliografía en Teresa de Jesús, Moradas del castillo interior. Barcelona: Bruguera, 1969.
- Obras poéticas de Juan Boscan. . Barcelona: Cátedra Ciudad de Barcelona, 1957. (En colaboración con M.de Riquer y J. Molas).
- Góngora : su tiempo y su obra : estudio especial del Polifemo/Antonio . Barcelona: Teide, 1960. (En colaboración con Joan Reglà).

También hay que citar entre estos trabajos Un siglo de poesía catalana (1968), antología que inició Jaume Bofill y Hierro.